# 第3通信大隊
第3通信大隊（だいさんつうしんだいたい、JGSDF 3rd Signal Battalion）は、兵庫県伊丹市の千僧駐屯地に駐屯する、陸上自衛隊第3師団隷下のシステム通信科部隊である。なお、大隊長は師団司令部通信課長を兼務している。

## 沿革
第3通信中隊
- 1951年（昭和26年）
  - 5月1日：警察予備隊第3管区隊編成に伴い、第3通信中隊として舞鶴駐屯地において編成。
  - 12月3日：第3通信中隊が舞鶴駐屯地から伊丹駐屯地へ移駐。
- 1959年（昭和34年）12月20日：伊丹駐屯地から千僧駐屯地へ移駐。

第3通信大隊
- 1962年（昭和37年）1月18日：第3管区隊の第3師団への改編により、第3通信大隊に改編。
- 2006年（平成18年）3月27日：後方支援体制の変換に伴い、本部管理中隊を本部付隊に縮小。整備部門を第3後方支援連隊第1整備大隊通信電子整備隊へ移管。

## 部隊編成
- 第3通信大隊本部
- 第3通信大隊本部付隊「3通-本」
- 第1通信中隊「3通-1」
- 第2通信中隊「3通-2」

## 整備支援部隊
- 第3後方支援連隊第1整備大隊通信電子整備隊「3後支-1整-通」（千僧駐屯地）：2006年（平成18年）3月27日から

## 主要装備
- 野外通信システム
- 1/2tトラック / 73式小型トラック
- 1 1/2tトラック / 73式中型トラック
- 3 1/2tトラック / 73式大型トラック
- 89式5.56mm小銃